# Галимов, Мидхат Абдулнасырович
Мидхат Абдулнасырович Гали́мов (23 июля 1932 — 15 августа 2013) — бригадир Уфимского строительного треста № 21, Герой Социалистического Труда. Заслуженный строитель РСФСР (1967).

## Биография
Мидхат Абдулнасырович Галимов родился 23 июля 1932 года в с. Старый Юрмаш Иглинского района Республики Башкортостан. Образование — среднее.
Трудовую деятельность начал в сентябре 1950 года после окончания школы фабрично-заводского обучения в строительном тресте «Башнефтезаводстрой». В 1954—1957 годах Мидхат Абдулнасырович служил в рядах Советской Армии. В декабре 1957 года вместе со своей бригадой в составе специализированного управления № 7 переведен в Уфимский строительный трест № 21. В ноябре 1962 года назначен бригадиром плиточников.
М. А. Галимов стал одним из лучших по профессии в тресте № 21 и Главбашстрое. Возглавляемая им бригада принимала участие в сооружении комплексов по производству химических средств защиты растений на Уфимском химическом заводе, установки гидроочистки на Ново-Уфимском нефтеперерабатывающем заводе, на строительстве комплекса по производству двигателей «Москвич-412» на Уфимском моторостроительном заводе.
Задание девятой пятилетки (1971—1975) бригадой было выполнено досрочно — за четыре года и четыре месяца.
План двух лет десятой пятилетки (1976—1980) бригада М. А. Галимова сдала к 60-летию Октябрьской социалистической революции. Выполнение плана по производительности труда составило 140 процентов, натуральная выработка на человека в смену достигла 16,8 квадратного метра облицовочной поверхности.
Бригада принимала активное участие в сооружении объектов комплекса по производству фенола и ацетона на Уфимском заводе синтетического спирта. М. А. Галимов внес личный вклад в сокращение сроков строительства объектов комплекса. Досрочно, с хорошим и отличным качеством были сданы цеха № 605, 606, 607, 608, 609 и 619, что позволило раньше срока начать пусконаладочные работы и обеспечить ввод в действие производства фенола и ацетона. Выполнение плана по производительности труда составило 142 процента, натуральная выработка достигла 16,9 квадратного метра на человека в смену.
Коллектив бригады в связи с успешным завершением строительства комплекса по производству фенола и ацетона принял повышенные социалистические обязательства выполнить задание трех лет десятой пятилетки к 7 октября 1978 г., годовщине принятия Конституции СССР.
В 1977 году, работая на комплексе фенола и ацетона, М. А. Галимов подал 11 рационализаторских предложений с экономическим эффектом 6 700 рублей.
За выдающиеся производственные успехи, достигнутые при строительстве и вводе в действие комплекса фенола и ацетона на Уфимском заводе синтетического спирта, Указом Президиума Верховного Совета СССР от 20 декабря 1978 г. М. А. Галимову присвоено звание Героя Социалистического Труда.
В июле 1992 году Галимов Мидхат Абдулнасырович вышел на пенсию.
Заслуженный строитель РСФСР (1967). Жил в городе Уфе.

## Награды
- Герой Социалистического Труда (1978);
- Награждён орденами Ленина (1971, 1978), «Знак Почёта» (1966), медалями.